# Нарсдорф
Нарсдорф (нем. Narsdorf) — район немецкого города Гайтхайн в федеральной земле Саксония. Вплоть до 1 июля 2017 года обладал статусом самостоятельной общины. 
Подчиняется административному округу Лейпциг. Входит в состав района Лейпциг. На 31 декабря 2015 года население Нарсдорфа составляло 1659 человек. Занимает площадь 24,49 км².
15 мая 2017 года бургомистр Нарсдорфа подписал соглашение о вхождении общины в состав города Гайтхайн (к 1 июля 2017 года), с которым Нарсдорф уже с 2002 года сотрудничал в рамках административного управления Гайтхайн. Согласно заключённой договорённости Нарсдорф, Осса и Ратендорф получили статус городских районов Гайтхайна.
С 1872 года в Нарсдорфе имеется железнодорожная станция на линии Лейпциг — Хемниц. Кроме того, в Гайтхайне возможна пересадка на поезда Среднегерманской городской электрички.  